# Надприродне (1 сезон)
Перший сезон американського тсеріалу "Надприродне", створеного Еріком Кріпке, вийшов в ефір 13 вересня 2005 року і завершився 4 травня 2006 року після 22 епізодів. Серіал зосереджується на історії братів Сема та Діна Вінчестерів, які вирушають на пошуки свого батька Джона, що розслідує вбивство їхньої матері та дівчини Сема демоном. Під час подорожі вони використовують щоденник батька, який допомагає їм продовжувати сімейний бізнес — рятувати людей та полювати на надприродних істот. Головні ролі виконали Джаред Падалекі (Сем) та Дженсен Еклз (Дін), а роль їхнього батька Джона виконав Джеффрі Дін Морган, і демонічну Мег Мастерс зіграла Ніккі Айкокс. Це єдиний сезон, що транслювався на каналі The WB, тоді як усі наступні сезони показували на The CW, спільному проєкті The WB та UPN.
Перші шістнадцять епізодів виходили щовівторка о 21:00 за східним часом у США, після чого серіал перенесли на четверги. В середньому сезон переглядало близько 3,81 мільйона американців. Сезон отримав численні номінації на премії, зокрема дві номінації на прайм-тайм Emmy за роботу над пілотною серією. Попри те, що деяким критикам не сподобався формат антології, інші високо оцінили емоційні моменти серіалу та відзначили братерську хімію між головними акторами.
Сезон транслювався на міжнародному рівні: у Великій Британії на ITV, в Канаді на Citytv і в Австралії на Network Ten. Перший сезон був випущений на DVD як шестидисковий комплект 5 вересня 2006 року у Region 1 від Warner Home Video. У Region 2 комплект був розділений на два окремі релізи, проте повний набір був випущений 2 жовтня 2006 року, а в Region 4 — 2 жовтня 2007 року. Епізоди також доступні у цифровому форматі через сервіси на кшталт Apple iTunes Store, Microsoft Xbox Live Marketplace та Amazon.com.

## Актори та персонажі

### Головні ролі
- Джаред Падалекі — Сем Вінчестер[16]
- Дженсен Еклз — Дін Вінчестер

### Періодичні
- Джеффрі Дін Морган — Джон Вінчестер[17]
- Фредрік Лене — Азазель
- Нікі Ейкокс — Мег Мастерс

### Інші
- Едріанн Палікі — Джесіка Мур
- Саманта Сміт — Мері Вінчестер
- Сара Шахі — Констанс Велч
- Грем Вордл — Томмі Коллінз[18]
- Лоретта Дівайн — Міссурі Мозлі[19]
- Ей Джей Баклі — Ед Зедмор
- Тревіс Вестер — Гаррі Спенглер
- Тейлор Коул — Сара Блейк[20]
- Крістін Шатлен — Дженні[21]
- Себастьян Спенс — Том
- Джим Бівер — Боббі Сінгер

## Серії
Показник «Кількість глядачів у США (млн)» відображає, скільки американців переглянули епізод у прямому ефірі або в день трансляції. 
Для телесеріалів, як-от *Надприродне*, глядацькі рейтинги мають важливе значення, оскільки вони впливають на подальше продовження шоу, а також на час і формат його показу. Популярність епізодів оцінюється не лише на основі глядацької аудиторії під час прем’єри, а й через відгуки критиків та перегляди у цифровому форматі, що особливо стало важливим із поширенням потокових сервісів.
| Номер серії | Назва                                     | Режисер                                        | Сценарист                                                                        | Дата виходу       | Глядачі США (млн) |
| --- | ----------------------------------------- | ---------------------------------------------- | -------------------------------------------------------------------------------- | ----------------- | ----------------- |
| 1.01 (1) | «Пілот» «Pilot»                           | Девід Наттер (David Nutter)                    | Ерік Кріпке (Eric Kripke)                                                        | 13 вересня 2005   | 5,69              |
| Два брати, Сем та Дін Вінчестери, стають свідками трагічної та загадкової загибелі своєї матері Мері в палаючому полум'ї під стелею. З'ясувавши, що Мері вбита якоюсь надприродною істотою, Джон Вінчестер, батько хлопців, присвячує життя її пошукам задля помсти. Одночасно він навчає синів битися з нечистою силою. Минають роки, і Сем вирішує залишити полювання — він їде навчатися до коледжу. Проте за деякий час його розмірене життя порушує раптова поява брата, який повідомляє про зникнення батька на полюванні. Брати вирушають на пошуки Джона, побіжно розслідуючи справу про Жінку в білому. Розібравшись із цим привидом, Сем повертається додому, де бачить смерть своєї дівчини Джесіки, яку вбивають так само, як Мері 23 роки тому. Молодший Вінчестер вирішує кинути юрфак та допомагати Діну в пошуках батька і полюванні монстрів. |                                           |                                                |                                                                                  |                   |                   |
| 1.02 (2) | «Вендіго» «Wendigo»                       | Девід Наттер (David Nutter)                    | Ерік Кріпке (Eric Kripke) Рон Мільбауер (Ron Milbauer) Террі Г'юз (Terri Hughes) | 20 вересня 2005   | 5,01              |
| Слідуючи інструкціям в щоденнику батька, Дін і Сем відправляються в Колорадо. Представившись рейнджерами, Вінчестери допомагають дівчині на ім'я Хейлі відшукати зниклого брата, якого, на думку Діна і Сема, викрав Вендіго. Сем вирішує, що ж йому робити далі, і робить вибір. |                                           |                                                |                                                                                  |                   |                   |
| 1.03 (3) | «Мрець у воді» «Dead In The Water»        | Кім Меннерс (Kim Manners, 1951—2009)           | Сера Ґембл (Sera Gamble) Рейл Такер (Raelle Tucker)                              | 27 вересня 2005   | 5,01              |
| Загадкові випадки загибелі людей на озері приводять братів Вінчестерів у Вісконсин. Проводячи розслідування, Дін і Сем намагаються зрозуміти, чому один за іншим гинуть члени сімей, що живуть у таємничого озера. Виявляється, що в озері живе привид загиблого хлопчика, і він мстить своїм колишнім друзям. |                                           |                                                |                                                                                  |                   |                   |
| 1.04 (4) | «Примарний мандрівник» «Phantom Traveler» | Роберт Сінгер (Robert Singer)                  | Річард Хатем (Richard Hatem)                                                     | 4 жовтня 2005     | 5,40              |
| Один за іншим з незрозумілих причин розбиваються літаки авіакомпанії «Британські Авіалінії». Щоб розібратися, що ж змушує літаки падати, Дін і Сем відправляються в черговий рейс. На борту вони віч-на-віч стикаються з демоном, в той час як Дін намагається подолати свій страх перед польотами. |                                           |                                                |                                                                                  |                   |                   |
| 1.05 (5) | «Кривава Мері» «Bloody Mary»              | Пітер Елліс (Peter Ellis)                      | Рон Мільбауер (Ron Milbauer) Террі Г'юз (Terri Hughes) Ерік Кріпке (Eric Kripke) | 11 жовтня 2005    | 5,50              |
| Брати Вінчестери прямують в Толедо, штат Огайо, щоб розслідувати справу про таємничу смерть чоловіка, який загинув напроти дзеркала та знайденого без очей. Чоловік помер після того, як його дочка жартома три рази вимовила перед дзеркалом «Кривава Мері». Але чи насправді причиною смерті стала дурна дитяча гра, або тут замішано страшний злочин багаторічної давнини? |                                           |                                                |                                                                                  |                   |                   |
| 1.06 (6) | «Шкіра» «Skin»                            | Роберт Данкан Мак-Нілл (Robert Duncan McNeill) | Джон Шибан (John Shiban)                                                         | 18 жовтня 2005    | 5,00              |
| Одного з друзів Сема по коледжу, Зака, заарештовують за звинуваченням у вбивстві. Його сестра Ребекка допомагає Вінчестерам з'ясувати правду і стверджує, що вбивцею не може бути Зак, так як в той вечір брат весь час був з нею. Вінчестери намагаються з'ясувати, як же йому вдалося знаходитися в двох місцях одночасно, і з подивом виявляють, що це був зовсім не Зак. |                                           |                                                |                                                                                  |                   |                   |
| 1.07 (7) | «Людина з гаком» «Hookman»                | Девід Джексон (David Jackson)                  | Джон Шибан (John Shiban)                                                         | 25 жовтня 2005    | 5,08              |
| Дін і Сем Вінчестери прямують в Айову, де Людина з гаком, міська легенда, що ожила, вбиває всіх, хто близький дівчині Лорі. Братам належить провести власне розслідування, з'ясувати, хто за цим стоїть, знайти спосіб знищити примару і встигнути врятувати Лорі до того, як Людина з гаком добереться до неї. |                                           |                                                |                                                                                  |                   |                   |
| 1.08 (8) | «Жуки» «Bugs»                             | Кім Меннерс (Kim Manners)                      | Рейчел Нейв (Rachel Nave) Білл Коклі (Bill Coakley)                              | 8 листопада 2005  | 4,47              |
| На будівельному майданчику нового кварталу випадково гине один з робітників. Він провалюється в яму, і його буквально з'їдають комахи. З'ясувавши подробиці історії селища, брати Вінчестери приходять до висновку, що атаки комах — це результат прокляття, наслане на поселення жителями індіанської резервації, яка була жорстоко знищена багато років тому. |                                           |                                                |                                                                                  |                   |                   |
| 1.09 (9) | «Будинок» «Home»                          | Кім Меннерс (Kim Manners)                      | Кен Джіротті (Ken Girotti) Ерік Кріпке (Eric Kripke)                             | 15 листопада 2005 | 4,21              |
| Сема мучать безперервні жахіття, в яких він бачить старий будинок Вінчестерів. Брати відправляються в подорож додому, щоб розібратися, в чому справа. Вони з'ясовують, що в їх колишньому будинку живе інша сім'я, і за допомогою знайомого екстрасенса їх батька — Міссурі Моуслі, позбавляють будинок від полтергейста. |                                           |                                                |                                                                                  |                   |                   |
| 1.10 (10) | «Психлікарня» «Asylum»                    | Гай Норман Бі (Guy Norman Bee)                 | Річард Хатем (Richard Hatem)                                                     | 22 листопада 2005 | 5,38              |
| Сем і Дін вирушають в Рокфорд, штат Іллінойс, і відвідують занедбану психіатричну лікарню, населену примарами колишніх пацієнтів, які стали жертвами жорстоких експериментів головно лікаря. Зло, що мешкає в спорожнілій напівзруйнованій лікарні, змушує Сема втратити розум і напасти на власного брата. |                                           |                                                |                                                                                  |                   |                   |
| 1.11 (11) | «Опудало» «Scarecrow»                     | Кім Меннерс (Kim Manners)                      | Джон Шибан (John Shiban) Патрік Шон Сміт (Patrick Sean Smith)                    | 10 січня 2006     | 4,23              |
| Брати сваряться, Сем відправляється в Каліфорнію на пошуки батька, де знайомиться з Мег Мастерс, а Дін їде в Індіану розслідувати справу про таємничі зникнення подружніх пар. З'ясовується, що невелике привітне містечко зберігає страшну таємницю, пов'язану з язичницькими богами і містичними жертвоприношеннями. |                                           |                                                |                                                                                  |                   |                   |
| 1.12 (12) | «Віра» «Faith»                            | Аллан Крекер (Allan Kroeker)                   | Сера Ґембл (Sera Gamble) Рейл Такер (Raelle Tucker)                              | 17 січня 2006     | 3,86              |
| Під час полювання на нечисту силу Дін отримує сильний електричний удар, який важко вражає його серце. Лікарі нічого не можуть вдіяти, і Діну залишається зовсім небагато часу. Сем, відчайдушно намагаючись знайти спосіб врятувати брата, дізнається про священика, який володіє даром зцілення. Дін одужує, але ціна, яку він за це заплатив, жахає обох Вінчестерів. |                                           |                                                |                                                                                  |                   |                   |
| 1.13 (13) | «Шосе 666» «Route 666»                    | Пол Шапіро (Paul Shapiro)                      | Ежені Росс-Лернінг (Eugenie Ross-Leming) Бред Бакнер (Brad Buckner)              | 31 січня 2006     | 5,82              |
| Діну дзвонить колишня дівчина Кессі і просить його приїхати в Міссурі, де відбувається серія загадкових вбивств на расовому ґрунті. Поліція розгублена. Сем і Дін, проводячи власне розслідування, з'ясовують, що у смертях винна вантажівка-фантом, яка не залишає ніяких слідів і за кермом якої, схоже, нікого немає. |                                           |                                                |                                                                                  |                   |                   |
| 1.14 (14) | «Нічний жах» «Nightmare»                  | Філіп Сгріккіа (Philip Sgriccia)               | Сера Ґембл (Sera Gamble) Рейл Такер (Raelle Tucker)                              | 7 лютого 2006     | 4,27              |
| Сема відвідує видіння, в якому він бачить смерть чоловіка, підлаштоване під самогубство. Братам не вдається виявити нічого надприродного, поки вони не зустрічають Макса Міллера, молодого чоловіка, якого постійно били члени його родини. Брати з'ясовують, що це Макс, використовуючи здатність до телекінезу, убив своїх рідних, таким чином, помстившись за все. Крім того, Сем дізнається, що вони з Максом схожі набагато більше, ніж він думав. |                                           |                                                |                                                                                  |                   |                   |
| 1.15 (15) | «Мисливці (Бендери)» «The Benders»        | Пітер Елліс (Peter Ellis)                      | Джон Шибан (John Shiban)                                                         | 14 лютого 2006    | 3,96              |
| Назва та ідея епізоду — посилання на історію «Кривавих Бендер», родину серійних убивць, які проживали та вчиняли злочини в окрузі Лабетт, штат Канзас, у 1869—1873 роках. Сім'я складалася з Джона Бендера та його дружини Ельвіри і дітей, сина Джона й дочки Кейт. Сем і Дін вирушають в Міннесоту, де загадковим чином зник місцевий житель. Не встигають брати взятися за розслідування, як несподівано зникає Сем, і Дін разом із місцевим шерифом, вирушають на його пошуки. Вінчестери вражені, дізнавшись, що викрадачі — цілком звичайні люди, не враховуючи їхні схильності викрадати людей, а потім полювати на них, як на дичину. |                                           |                                                |                                                                                  |                   |                   |
| 1.16 (16) | «Тінь» «Shadow»                           | Кім Меннерс (Kim Manners)                      | Ерік Кріпке (Eric Kripke)                                                        | 28 лютого 2006    | 4,22              |
| Розслідуючи чергову серію смертей в Чикаго, Сем і Дін несподівано зустрічають Мег. Виявляється, за злочинами стоїть саме вона, і Вінчестери, самі того не очікуючи, потрапляють в її пастку. Але все виявляється набагато гірше, коли вони з'ясовують, що пастка призначена не тільки для них. |                                           |                                                |                                                                                  |                   |                   |
| 1.17 (17) | «Пекельний будинок» «Hell House»          | Кріс Лонг (Chris Long)                         | Трей Каллавей (Trey Callaway)                                                    | 30 березня 2006   | 3,76              |
| Брати Вінчестери намагаються позбавити будинок від примари чоловіка на ім'я Мордехай, який у мешкає будинку. За чутками він вбив своїх дочок. З подивом брати виявляють, що це не примара, а матеріалізована форма думки, створена місцевими жителями, які свято вірять в існування вбивці. Розслідування ускладнюється тим, що під ногами Вінчестерів постійно крутяться двоє хлопчаків, які стверджують, що вони професійні мисливці за привидами. |                                           |                                                |                                                                                  |                   |                   |
| 1.18 (18) | «Щось зле» «Something Wicked»             | Вітні Ренсік (Whitney Ransick)                 | Даніель Кнауф (Daniel Knauf)                                                     | 6 квітня 2006     | 3,67              |
| Брати відправляються в Вісконсин, де від незрозумілої інфекції діти починають хворіти і впадають у кому. Виявляється, за таємничими хворобами стоїть істота під назвою Штрига, яка мало не вбила Сема багато років тому. Дін знаходить спосіб знищити штригу і виправити власні помилки минулого. |                                           |                                                |                                                                                  |                   |                   |
| 1.19 (19) | «Картина (Провенанс)» «Provenance»        | Філіп Сгріккіа (Philip Sgriccia)               | Девід Ерман (David Ehrman)                                                       | 13 квітня 2006    | 3,62              |
| Сем і Дін розслідують справу про старовинну картину, на якій зображена сім'я перукаря. Всі, хто колись володів полотном, були жорстоко вбиті, і брати Вінчестери намагаються розібратися, в чому справа, поки картина-вбивця не знайшла нову жертву. |                                           |                                                |                                                                                  |                   |                   |
| 1.20 (20) | «Кров мерця» «Dead Man’s Blood»           | Тоні Вормбі (Tony Wharmby)                     | Кетрін Гамфріс (Cathryn Humphris) Джон Шибан (John Shiban)                       | 20 квітня 2006    | 3,99              |
| Друг Джона Вінчестера, професійний мисливець, був убитий зграєю вампірів. Джон приєднується до синів у розслідуванні цієї справи. Виявляється, вампіри викрали особливу зброю — Кольт, що здатний знищити будь-яку надприродну істоту. Вінчестери приймаються за пошуки пістолета, який може стати головним козирем у їхніх руках в боротьбі з Демоном. |                                           |                                                |                                                                                  |                   |                   |
| 1.21 (21) | «Спасіння» «Salvation»                    | Роберт Сінгер (Robert Singer)                  | Сера Ґембл (Sera Gamble) Рейл Такер (Raelle Tucker)                              | 27 квітня 2006    | 3,26              |
| Сем бачить видіння, де Демон вбиває незнайому жінку таким же способом, що і його мати Мері та Джессіку. Троє Вінчестерів відшукують сім'ю цієї жінки, щоб врятувати її. Крім того, їм надається можливість вбити Демона з допомогою отриманого Кольта. Але тут Мег оголошує Вінчестерам справжню війну, починаючи вбивати їх друзів та вимагаючи віддати їй Кольт. |                                           |                                                |                                                                                  |                   |                   |
| 1.22 (22) | «Диявольська пастка» «Devil’s Trap»       | Кім Меннерс (Kim Manners)                      | Ерік Кріпке (Eric Kripke)                                                        | 4 травня 2006     | 3,99              |
| Намагаючись врятувати свого батька, Сем і Дін заманюють Мег у диявольську пастку і разом з Боббі Сінгером проводять над нею обряд екзорцизму й виганяють демона з тіла дівчини. Братам удається знайти батька, але він виявляється одержимим демоном, що в підсумку призводить до автокатастрофи, вижити в якій було б дивом. |                                           |                                                |                                                                                  |                   |                   |

## Виробництво

### Написання
У першому сезоні Надприроднє основна міфологія зосереджена на пошуках зниклого батька братів Вінчестерів, Сема та Діна. Створювач серіалу Ерік Кріпке охарактеризував цей сюжет як простий, емоційний і зрозумілий, стисло зводячи його до фрази "знайти тата". Однак він також зазначив, що самостійні епізоди, які містять незалежні історії і завершуються на кінці кожного з них, були "вдалими і невдалими". Це призводить до того, що міфологія серіалу починає розвиватися лише з одинадцятого епізоду під назвою "Соломон".
У цьому епізоді вперше з’являється демон Мег Мастерс, який, за словами виконавчого продюсера Кіма Меннерса, був "дуже потрібен" для серіалу. Хоча спочатку сценаристи не були впевнені, в якому напрямку рухати цей персонаж, вони планували, що Мег стане антагоністом для Вінчестерів упродовж її сюжетної арки. Міфологія серіалу ще більше розширюється із введенням пістолета Colt, який вбиває демонів, ближче до кінця сезону. Це доповнює тематику "сучасного американського вестерну", яку прагнули створити продюсери.
|  | Не можна просто підняти хрест і очікувати, що вампір відступить - це не реально. Все, що люди знають про вампірів у класичному розумінні, неправильне, тож це просто дало нам можливість підняти власний прапор і створити власну істоту. Кріпке про розбіжність "Надприроднє" з класичним фольклором. |

Хоча тижневі противники Вінчестерів часто базувалися на міських легендах, сценаристи намагалися внести свій власний погляд на ці історії в кожному з епізодів. Наприклад, Кріпке поєднав відому міську легенду про зниклого автостопника з мексиканською легендою про Ла Льорону, щоб надати духу більше мотивації та характеру в пілотному епізоді. В епізоді "Людина з гаком" сценаристи використали три або чотири елементи з численних варіацій легенди про Людину з гаком. У традиційній міфології ця фігура є втікачем з психіатричної лікарні, але для шоу було вирішено перетворити його на привид убивці з гаком замість руки. Також була додана елемент полтергейста: дух пов'язаний з конфліктними емоціями запрошеної зірки, яка носить хрест, зроблений з його розплавленого гака.
Кріпке і спільний продюсер Джон Шибан вирішили, що вампіри в *Надприродному* будуть черпати більше з оригінальних легенд, аніж з сучасних інтерпретацій. Вампіри отримали висувні ікла, натхненні рядами зубів акули, а також не мали відрази до сонячного світла чи хреста. Кріпке особисто додав, що вампіри ставали слабшими, якщо отримували кров мертвого чоловіка.
Інші елементи серіалу виникли з базових концепцій або ідей. Наприклад, в епізоді "Шкіра" сценарист Шибан вирішив, що перевертень має перетворитися на одного з головних героїв — Діна. Сценаристи вирішили не виправдовувати його від спроби вбивства наприкінці епізоду, хоча спочатку вони боялися, що це може зіпсувати шоу. Проте згодом вони вважали, що це "чудовий елемент", який відкриває нові потенційні сюжетні лінії і персонажів. Репутація Діна знову порушується в епізоді "Бендери" та наздоганяє його в другому і третьому сезонах.
Ще один елемент, який вплине на майбутні епізоди, з'явився в "Людині з гаком", коли сценаристи Мілбауер і Бертон усвідомили, що рушниці стріляють сіллю, яка є слабкістю для духів. Кріпке вважав це "ідеальним поєднанням окультного елемента", оскільки це об'єднало "фольклорний відлякувач зла" з "робітничим аспектом рушниць". В епізоді "Притулок" пізніше було встановлено, що залізо також є зброєю проти привидів.
Епізод "Віра" виник із питання, чи справді неправильно лікувати добрих людей від їхніх хвороб за рахунок життів незнайомців. Кріпке зазначив: "[Лайла] справді чудова дівчина, і вона заслуговує на життя, а деякий незнайомець, якого ви навіть не знаєте, помре... і, можливо, це того варте". Першопочатковий сценарій епізоду не передбачав присутності жнеців, але вони були додані пізніше, щоб дати сценаристам можливість створити "страшні" сцени і пояснити здібності цілителя. Оскільки сценаристи вважали традиційний вигляд жнеця — в капюшоні і з косою — невиразним, вони врешті-решт вирішили зробити його вигляд "найсохлішого старого чоловіка, якого можна собі уявити".
|  | Якщо замислитися, так багато монстрів схожі на природні явища - мова йде про виживання та існування... але не настільки диявольські та збочені, наскільки це може бути у людини. Шибан про людських лиходіїв з серії "Мисливці". |

У епізоді "Пекельний дім" з *Надприродного*, хоча антагоніст має надприродне походження, основа сюжету походить із ситуації, яку сценарист Трей Келлауей пережив у дитинстві. Він та його друзі створили фейкову сцену вбивства в покинутій стайні і переконали своїх знайомих, що там сталися вбивства. Діти часто приходили туди, щоб налякати один одного, що призвело до нещасного випадку: одна дівчинка втекла від страху і зламала ногу, вважаючи, що бачила нападаючого привида. Ця реальна історія стала натхненням для створення напруженої атмосфери епізоду.
У протилежність цьому, антагоністи епізоду "Бендери" не мали жодних надприродних елементів. Сценарист Джон Шибан прийняв це рішення не лише для того, щоб здивувати глядачів, а й щоб поставити Вінчестерів перед обличчям небезпеки, з якою вони ще ніколи не стикалися. Цей підхід дозволив розширити межі серіалу і показати, що небезпеки можуть приходити не тільки з надприродного світу, але й з боку людей.
У епізоді "Кошмар" сценарист Тукер намагався зробити персонажа Макса симпатичним, що ускладнило прийняття рішення щодо завершення епізоду. Врешті-решт, сценаристи вирішили, що найкращим виходом буде його самогубство, щоб запобігти подальшій шкоді, яку він міг завдати. Цей епізод порушує серйозні теми про психічне здоров'я та вплив надприродних сил на людей, що додає глибини до основного сюжету.
На початку серіалу Кріпке виключив вампірів з сюжету через їхню асоціацію з *Баффі — винищувачка вампірів*. Він хотів, щоб *Надприродне* мало свою власну ідентичність, але з часом став більш відкритим до використання вампірів. В епізоді "Кров мертвця" сценаристи мали намір зробити його самостійним, однак введення пістолета Colt, що вбиває демонів, зв’язало його з останніми двома епізодами сезону.
Це рішення було схвально сприйнято сценаристами передостаннього епізоду "Спасіння", оскільки Colt надавав братам можливість боротися з Мег, а також дав привід їй вбивати друзів Вінчестерів. Сценаристи Гембл і Тукер розробили цю сюжетну лінію, вважаючи, що Кріпке дозволить їх включення лише в тому випадку, якщо персонажі загинуть. Коли сценаристи не змогли придумати, чим би займалися Вінчестери, поки Мег на свободі, вони розділили епізод на дві історії: Джон переслідував Мег, а брати захищали іншу родину від Азазеля. Тукер зазначив, що це відкрило "всю цю емоційну складову для хлопців" і "повернуло всі теми шоу, зв’язавши сезон у гарний, великий бант".
Кріпке також вважав, що розкриття, що Джон був одержимий Азазелем в епізоді "Пастка диявола", було необхідним, оскільки це завершило дві основні сюжетні лінії сезону — пошуки батька і відстеження демона — одночасно, але при цьому знайти обох персонажів в одному тілі. Це підкреслює складність і взаємозв'язок між особистими трагедіями братів Вінчестерів і їхньою боротьбою з надприродним. Ці сюжетні рішення формують глибину і емоційний відгук серіалу, надаючи йому унікальність серед інших шоу в жанрі фентезі.

### Вплив популярної культури
Хоча багато епізодів "Надприроднє" черпали натхнення з надприродних і міських легенд, деякі сюжетні аспекти були вплинуті популярною культурою. Наприклад, зовнішній вигляд вендего в епізоді "Вендіго" був натхненний істотою, що з'явилася у музичному відео на пісню Aphex Twin "Come to Daddy". Додані людські риси в дизайні зумовлені людським походженням вендего, а також істота отримала здатність імітувати людські голоси, що створювало "моторошний ефект". Проте, творець серіалу Ерік Кріпке не був задоволений фінальним виглядом вендего, вважаючи його "високим, худорлявим кузеном Голлума". Через це істота практично не з’являється в більшості епізоду.
Щодо сцен перевтілення в епізоді "Шкіра", Кріпке вирішив спиратися на трансформацію з фільму "Американський перевертень у Лондоні", використовуючи протези та грим замість комп'ютерної графіки. Цей вибір відзначає бажання створити більш реалістичні і переконливі ефекти, які вимагають фізичних трюків, на відміну від цифрових технологій.
Антагоністка в епізоді "Кривава Мері" була частково натхненна персонажем Самарою з фільму "Дзвінок". Однак Кріпке відчував, що її вигляд став занадто схожим на цього персонажа через її жахливий вигляд і використання техніки швидкості для створення ефекту маніпуляції часом. Проте, супервайзер візуальних ефектів Іван Хейден вважає, що це було більше відданістю даній темі, ніж простим запозиченням.
Ці впливи підкреслюють різноманіття джерел натхнення, що використовуються в "Надприроднє", і показують, як творці серіалу прагнули інтегрувати елементи сучасної культури в класичні міфології. Це дозволяє шоу зберігати свою свіжість і актуальність, привертаючи увагу не лише шанувальників жанру, але й широкої аудиторії.

### Зйомки
Хоча пілотний епізод був знятий у Лос-Анджелесі, основні зйомки решти сезону проходили у Ванкувері, Британська Колумбія. Місцеві локації часто використовувалися як місця зйомок, причому багато сцен з епізоду "Мертвий у воді" було знято на озері Бунтцен, а кульмінація "Вендего" відбулася в шахті на пляжі Британія. Інші популярні локації включали лікарню Ріверв'ю, яка виконувала роль психіатричної установи в епізоді "Притулок".
Хоча виробництво іноді повторно використовувало декорації з інших телевізійних серіалів — наприклад, "Мисливці" використовували раніше побудоване західне містечко, а складська квартира в епізоді "Тінь" походила з серіалу "Tru Calling" — більшість епізодів зазвичай вимагали створення нових декорацій через постійні зміни локацій. Однак команда продюсерів створила багаторазові стаціонарні декорації у вигляді номерів у мотелях, які відвідували Вінчестери. Кожен епізод пропонує різну тематику, щоб замаскувати повторне використання декорацій мотелю, використовуючи різні кольори, покривала для ліжок та штори. Наприклад, в епізоді "Спадщина" показували мотельний номер у диско-стилі.
Цей підхід до зйомок не лише сприяв економії бюджету, але й дозволив командам творчо підійти до візуальної естетики серіалу, створюючи різноманітні атмосферні умови для кожної історії. Крім того, використання реальних локацій у Ванкувері дозволило зберегти автентичність середовища, в якому розвиваються сюжети, і надало можливість ефективно втілити дух надприродних легенд і історій, що є основою шоу. З огляду на це, зйомки у Ванкувері також сприяли формуванню міфології "Надприроднє", створюючи відчуття, що брати Вінчестери подорожують різними місцями, борючись з різноманітними надприродними загрозами.

### Музичний супровід
Переважно синтетичний оркестровий саундтрек першого сезону був написаний композиторами Крістофером Леннертом і Джейом Грускою. Ця дует намагався адаптувати музику до візуальних образів кожного епізоду, причому близько третини музики в кожному епізоді була новоствореною, що відповідала темі надприродних легенд. Наприклад, в епізоді "Мертвий у воді" незвичні кути зйомки супроводжуються повторюваними і дисонансними нотами. Слова, такі як "вода" та "вмирати", виконуються на нижчому тоні, оскільки Леннерт вважав, що це створює "булькаючий" звуковий ефект, схожий на звук води.
Електричне віолончель і дерев'яні духові інструменти допомогли створити значний емоційний настрій у епізоді "Додому", де Леннерт вважав, що фінальний музичний момент "стало дуже кінематографічним". Щоб відповідати атмосфері епізоду "Притулок", Груска зробив музику дуже стриманою, а Леннерт відзначив, що вона звучала "моторошно", як "змія, що повзла по землі". У свою чергу, для епізоду "Віра" Леннерт використав невелике 76-клавішне піаніно, яке було пошкоджене і трохи розстроєне. Він прикріпив до клавіш дрібні предмети, такі як монети і канцелярські скріпки, щоб створити гремлячий звук, надаючи піаніно вигляду "старого і жалюгідного". Під час сцен проповідей, що стосуються Жнивників, Леннерт грав "блюзовий госпел". Він також відзначив, що в епізоді існує "атмосфера торгівлі фальшивими ліками", тому включив в музику вірменський дудук, що асоціюється з завороженням змій.
|  | Коли ми з хлопцями, ми мелодійні. Але коли страшно, ми стаємо справжнім Еліотом Голденталом! Це тому, що менталітет дозволяє нам [нам] трохи побити людей і зробити це дійсно страшним. Це дає вам щось на кшталт інь-ян. Леннерц про контрастну музику серіалу. |

Щодо епізоду "Пекельний будинок", його музика мала легший тон, що відповідало гумору епізоду. Наприклад, у сценах із "професійними" мисливцями за привидами використовувалися ударні інструменти, які легенько імітували тему з "Місії нездійсненної". 
Окрім основного саундтреку, в серіалі активно використовуються рок-пісні, більшість з яких була обрана з приватної колекції Кріпке. Серед багатьох груп, які звучать у першому сезоні, можна виділити AC/DC, Blue Öyster Cult, Creedence Clearwater Revival, Lynyrd Skynyrd і Bad Company. Рок-пісні зазвичай також з'являються в монтажах "Дорога до сьогодні" на початку вибраних епізодів, які підсумовують попередні події. Це було вперше реалізовано в епізоді "Спасіння", в якому весь сезон був підсумований під пісню "Carry On Wayward Son" від Kansas, а наступний епізод — фінал сезону — використовував пісню "Fight the Good Fight" від Triumph.
Таким чином, музичний супровід і використання рок-музики у "Надприроднє" сприяли створенню унікальної атмосфери шоу, доповнюючи його візуальні елементи та емоційні переживання персонажів. Музика не лише підкреслює напругу і драму, але й допомагає глядачеві зануритися у світ братів Вінчестерів, роблячи їхні пригоди ще більш захопливими і запам'ятовуваними.

### Спецефекти
Для зображення надприродних аспектів шоу в "Надприроднє" використовують візуальні, спеціальні та грим-ефекти, а також каскадерську роботу. Хоча різні компанії були залучені до виробництва пілотного епізоду в Лос-Анджелесі, для наступних епізодів, що знімалися у Ванкувері, була необхідність у новій команді. Компанія Entity FX виконала візуальні ефекти для пілотного епізоду, а Іван Хейден став супервізором візуальних ефектів для решти сезону. 
Команда мала розробити всі зовнішні сцени з літаками в епізоді "Фантомний мандрівник" з нуля, використовуючи комп’ютерну графіку (CGI). Крім того, вони створили ефект маніпуляції часом для заголовного злочинця в епізоді "Кривава Мері", змінивши частоту кадрів захоплення камери. Ренді Шимків працював як супервізор спеціальних ефектів, а відділ виявив епізод "Притулок" досить складним, оскільки одна сцена передбачала, що мстивий дух розпадається на пил. Для цього вони зробили відливки торсу та рук персонажа і мали знайти ідеальну суміш, щоб відливки залишалися твердими, але розпадалися в потрібний момент.
Візуальні та спеціальні ефекти часто переплітаються, як, наприклад, у сцені смерті Мері Вінчестер у пілотному епізоді. Оскільки персонаж був закріплений на стелі і спалений, акторці Саманті Сміт довелося лежати на підлозі, коли два газові трубопроводи випромінювали полум’я на відстані приблизно п’яти футів з обох боків. Для фактичного згоряння персонажа запалили пап'є-маше тіло на фальшивій стелі. Коли спалення заголовної істоти в епізоді "Вендіго" не виявилося достатнім за допомогою спеціальних ефектів, для зйомок використали манекен із дротяної конструкції, обгорнутий сталевою ватою, який потім підпалили; сцену компоновали з оригінальним відео, щоб показати смерть вендіго.
Щоб створити ілюзію невидимого Гукача, який тягне свій гак по стіні в одній зі сцен у "Гукачу", усередині гіпсокартонних стін було натягнуто дріт, який потім видалили на етапі пост-продакшну. В епізоді "Комахи" актори мали бути замкнені в маленькій кімнаті з сотнями бджіл і отримали укуси, незважаючи на спеціальні костюми з манжетами, вшитими в рукава та штани. Проте бджоли не виглядали добре на камері, тому більшість з них, що з'являються у фінальній версії, були додані за допомогою CGI.
Таким чином, візуальні та спеціальні ефекти грають важливу роль у створенні атмосфери та напруги в "Надприроднє". Команда витратила багато зусиль на розробку інноваційних рішень, щоб представити на екрані надприродні явища, за що шоу отримало визнання не лише серед фанатів, але й критиків.
Окрім цифрових ефектів, серіал також включає каскадерську роботу. Луу Болло став координатором каскадерів після зйомок пілотного епізоду, і великі сцени часто передбачали участь акторів, хоча в певних моментах використовувалися дублери. Наприклад, у фінальній сцені біля озера в епізоді "Мертві у воді", де Дін має врятувати хлопчика після того, як його затягує під воду мстивий дух, Дженсен Екклс повинен був триматися за юного актора, поки їх тягнули на десять футів у воду водолази. Акторові, який зіграв мстивого духа, довелося носити гідрокостюм під костюмом через тривалий час, який він проводив у озері.
Екклс і Джаред Падалецькі виконали більшість сцен боїв у епізоді "Шкіра", і на вивчення хореографії бою їм знадобилося лише чотири години. Однак дублери були залучені для сцен, коли їх кидали у книжкові шафи і через кавовий столик. Для епізоду "Тінь" було вирішено, що замість зйомок на зовнішній локації, де Мег Мастерс викидають з вікна на вулицю, не показувати удар, а просто дати Вінчестерам подивитися вниз на її тіло після приземлення. Таким чином, зйомки цієї сцени були дозволені в студії з використанням дублера.
Протягом зйомок різні сцени використовують всі три відділи ефектів. Для сцен з плаваючим, вогненним духом Мері Вінчестер у епізоді "Дім" маленького і стрункого каскадера вогняного костюма підпалили та підняли у повітря на тросах. Щоб показати перехід духа в звичайну форму Мері, Сміт стояла на чорному фоні з вітром, що дув на неї, а ці дві сцени згодом були об’єднані на етапі пост-продакшну.
Багато аспектів було враховано під час зйомки сцени аварії в фіналі сезону "Ловля диявола". Для інтер'єрних сцен, які показують перші миті, коли "Імпала" отримує удар, Джеффрі Дін Морган, Падалецькі і Екклс мали сидіти в автомобілі, який стояв перед блакитним екраном. Лист Лексану, розташований дуже близько до вікна пасажирського боку, захищав акторів під час розбиття вікна, а одночасно канони під каркасом викидали шматочки гумового скла, щоб створити ілюзію вибуху вікна.
Для сцен самої аварії автомобіль та вантажівка були з’єднані кабелем, і їх водили один до одного. Передбачалося, що канон запустить "Імпалу" в повітря в точці зіткнення, викликавши обертання автомобіля, коли вантажівка відійде. Однак автомобіль застряг у бампері вантажівки, що призвело до зриву канона і втрати контролю над вантажівкою. Вантажівка почала перевертатися, але каскадер, який її водив, зумів запобігти перевертанню. Ця помилка виявилася корисною для сцени, оскільки Крипке та режисер Маннерс вважали, що виглядає це "дуже реалістично".
Таким чином, каскадерська робота і спеціальні ефекти стали важливою частиною створення вражаючих сцен у "Надприроднє", демонструючи зусилля команди для досягнення максимальної реалістичності у відображенні надприродного. Цей підхід до зйомки сприяв створенню емоційної напруги, яка завжди була однією з основних характеристик серіалу.

## Прийом
Після виходу перших чотирьох епізодів "Надприроднє" у 2005 році, телеканал WB вирішив продовжити серіал на повний сезон з 22 епізодами. У перші тижні показу серіал посів третє місце серед чоловіків у віці від 18 до 34 років та від 12 до 34 років. Він також продемонстрував зростання на 73% серед чоловіків у віці від 18 до 49 років у порівнянні з попереднім роком, хоча загальна кількість глядачів зросла лише на 4%. Серіал зміг утримати 91% аудиторії після "Дівчата Гілмор". Перший сезон "Надприроднє" в середньому дивилося близько 3.81 мільйона американських глядачів. За словами старшого сержанта спеціальних сил Кевіна Уайза на конвенції "Надприроднє" у 2007 році, DVD перших двох сезонів серіалу були найбільш запитуваними серед військових у Іраку та Афганістані.
Сайт-агрегатор рецензій Rotten Tomatoes повідомляє про 87% схвалення з середнім рейтингом 7.3/10 на основі 31 відгуку. Консенсус сайту говорить: "Незважаючи на деякі надто модні діалоги та знайомі тематичні елементи, братам-вигнанцям "Надприроднє вдається викликати справжній страх". На Metacritic сезон отримав 59 балів з 100 на основі 22 рецензій, що свідчить про "змішані або середні відгуки".
Теннер Странскі з Entertainment Weekly дав першому сезону оцінку B, зазначивши, що шоу "виглядає як щотижневі епізоди серії жахів", але додав, що "додатковою перевагою шоу є Chevy Impala '67, на якому хлопці їздять, і їх відмінний саундтрек". Том Гліатто з *People Weekly* посів шоу на п’ятому місці в своєму списку найкращих телевізійних шоу 2005 року. Петер Шорн з IGN оцінив сезон на 7 з 10. Він вважав, що самостійні епізоди були "досить розважальними", але йому сподобалися сюжетні арки, які були представлені пізніше в сезоні. Шорн також вважав, що "буремні стосунки між Семом і його батьком" були "цікавими", і зазначив, що провідні зірки мають "гарну хімію".
Рік Портер з Zap2it відзначив, що хоча сезон має "свою частку емоційних моментів", він також "досить непогано налякав" глядачів. Він вважав, що шоу вдало балансує між міфологічними епізодами та самостійними, порівнюючи його з ранніми сезонами "Секретних матеріалів". Проте Ерік Нейгер з Slant Magazine сильно критикував самостійні епізоди за те, що вони "майже повністю лінійні, без будь-яких B- або C-історій", і вважав, що епізоди в основному були "приглушеними переробками класичної дивної фантастики або популярних міських легенд".
Робота над пілотним епізодом отримала дві номінації на премію Примтайм Еммі в 2006 році: композитор Крістофер Леннерц був номінований у категорії "Видатна музична композиція для серії (драматичний супровід)", а звукові редактори отримали номінацію за "Видатне звукове редагування для серії". Пілотний епізод також отримав номінацію на Золоту катерину в категорії "Найкраще звукове редагування на телебаченні: коротка форма – звукові ефекти та фолі", а робота над епізодом "Спасіння" отримала ту ж номінацію в 2007 році. Крім того, сезон був номінований на премію Сатурн у категорії "Найкращий телевізійний серіал мережі". На підліткових нагородах серіал був номінований на "Телебачення – вибір новачка шоу", а Дженсен Екклс на "Телебачення – вибір новачка зірки".
Таким чином, "Надприроднє" не лише здобуло популярність серед глядачів, але й отримало визнання критиків, що підтверджує його місце в історії телевізійних шоу. З моменту свого запуску, серіал став важливим елементом культури популярності, зберігаючи свою актуальність завдяки змішанню елементів жахів, драми та фантастики.

## Випуск на домашніх носіях
Перший сезон "Надприроднє" був випущений у вигляді шестидискової коробки DVD регіону 1 5 вересня 2006 року, за три тижні до прем'єри другого сезону. Обкладинка містила стилізоване зображення братів Вінчестерів перед їхнім автомобілем. В комплект входило всі 22 епізоди першого сезону, а також додаткові матеріали, такі як коментарі до епізодів, видалені сцени, помилки під час зйомок, спеціальні відеоматеріали та можливість попереднього перегляду другого сезону на DVD-ROM.
Перший сезон зайняв 14 місце у продажах DVD за тиждень випуску, а наступного тижня опустився на 28 місце, при цьому загальний обсяг продажів за ці два тижні склав 150,376 комплектів на суму $5,264,942. Пізніше цей комплект було упаковано разом з першим сезоном "Таємниці Смолвіля" як "Пакет для початківців сезону 1, який був випущений 18 вересня 2007 року.
Для регіону 2 сезон було поділено на дві частини, які були випущені 22 травня 2006 року та 21 серпня 2006 року; повний комплект вийшов 2 жовтня 2006 року. Сезон також був випущений у регіоні 4 6 вересня 2006 року, хоча спеціальні функції були видалені. "Спеціальне колекційне видання" було випущене пізніше, 2 жовтня 2007 року, з відновленими додатковими матеріалами.
Перший сезон вийшов на Blu-ray Disc регіону A 15 червня 2010 року, включаючи нові спеціальні функції, такі як "Картографія диявола" – інтерактивний гід з інтерв'ю про кожен епізод і панельна дискусія на фестивалі Пейлі з участю акторського складу та знімальної групи.
Випуски на домашніх носіях стали важливою частиною маркетингової стратегії "Надприроднє", адже вони не лише забезпечили доступність шоу для глядачів, але й стали важливим джерелом прибутку для студії. Важливо відзначити, що саме домашні носії стали потужним інструментом підтримки фанатської спільноти, оскільки багато шанувальників регулярно переглядали улюблені епізоди та обговорювали їх у мережі.